# Luigi Mascherpa
(Le ultime parole dell'Ammiraglio Luigi Mascherpa di fronte al plotone d'esecuzione)
Luigi Mascherpa (Genova, 15 aprile 1893 – Parma, 24 maggio 1944) è stato un ufficiale italiano, contrammiraglio nella Regia Marina durante la seconda guerra mondiale.

## Carriera militare
Luigi Mascherpa fu un marinaio italiano. Nel 1914 conseguì la nomina a guardiamarina, e ricoprì l'incarico di pilota sugli idrovolanti della Regia Marina, guadagnandosi la medaglia d'argento al valor militare durante la prima guerra mondiale.
Nel 1921, giovane tenente di vascello,  fu iniziato in Massoneria nella Gran Loggia d'Italia.
Successivamente fu imbarcato sull'incrociatore San Giorgio, come ufficiale di rotta, ed in seguito alla promozione a capitano di corvetta nel 1926 comandò il battaglione San Marco della fanteria di marina.
Promosso capitano di fregata nel 1931, andò come sottocapo di stato maggiore del Comando Marina di Pola, allora italiana.
Incaricato nel 1936 del comando in 2ª del Deposito C.R.E.M. di Taranto, dopo la promozione a capitano di vascello, gli fu assegnato il grado di contrammiraglio ed il comando della piazzaforte di Lero e delle isole vicine nell'aprile del 1942. Questa era all'epoca una munita base navale che ospitava una flottiglia di sommergibili, una squadriglia di cacciatorpediniere, vari MAS e 24 batterie di artiglieria antinave ed antiaerea, con un campo di aviazione e truppe di presidio.

## Dopo l'armistizio
Alla data dell'8 settembre 1943, avendo rifiutato la resa ai tedeschi, con le truppe presenti nella base di Lero, isola del Dodecaneso, e con l'aiuto di circa 2000 britannici giunti via mare resistette per oltre due mesi agli attacchi aerei e agli sbarchi tedeschi.
Esaurita ogni capacità di resistenza, offrì la resa il 16 novembre 1943, in seguito alla quale i tedeschi massacrarono la maggior parte degli ufficiali e un discreto numero di soldati della guarnigione, composta dai fanti del 10º reggimento della divisione Regina, da marinai della base navale e da personale della difesa antiaerea.
Mascherpa fu catturato il 17 novembre 1943 dai tedeschi, trasferito in un campo di concentramento in Germania, e successivamente consegnato alla Repubblica Sociale Italiana e rinchiuso prima nel carcere degli Scalzi di Verona e poi nel carcere San Francesco di Parma, in attesa di processo.
Il carcere venne assalito dai partigiani a seguito di un bombardamento che lo aveva semidistrutto, ne vennero liberati diversi detenuti politici ma Luigi Mascherpa, insieme all'ammiraglio Inigo Campioni, rifiutò di fuggire.

## La morte
Processato il 22 maggio 1944 nel cosiddetto Processo degli ammiragli venne condannato a morte per alto tradimento (consistente nella difesa di Lero dall'invasione tedesca) dal Tribunale Speciale di Parma: la sentenza fu influenzata dalla volontà di Mussolini, dato che durante il processo il Duce intervenne chiedendo la pena capitale. L'avvocato Paolo Toffanin lo difese in un clima di forte intimidazione:
(Gianni Rocca)
Mascherpa venne fucilato il 24 maggio nel poligono di tiro parmense insieme all'ammiraglio Inigo Campioni. In seguito fu insignito della medaglia d'oro al valore militare alla memoria.